# پپسی سنتر
پپسی سنتر (انگلیسی: Pepsi Center) یک سالن ورزشی سرپوشیده در دنور، ایالات متحده آمریکا است.
این سالن که در سال ۱۹۹۹ تأسیس شده برای مسابقات بسکتبال، هاکی روی یخ، فوتبال داخل سالن و کنسرت‌های موسیقی مورد استفاده قرار می‌گیرد.

## نگارخانه

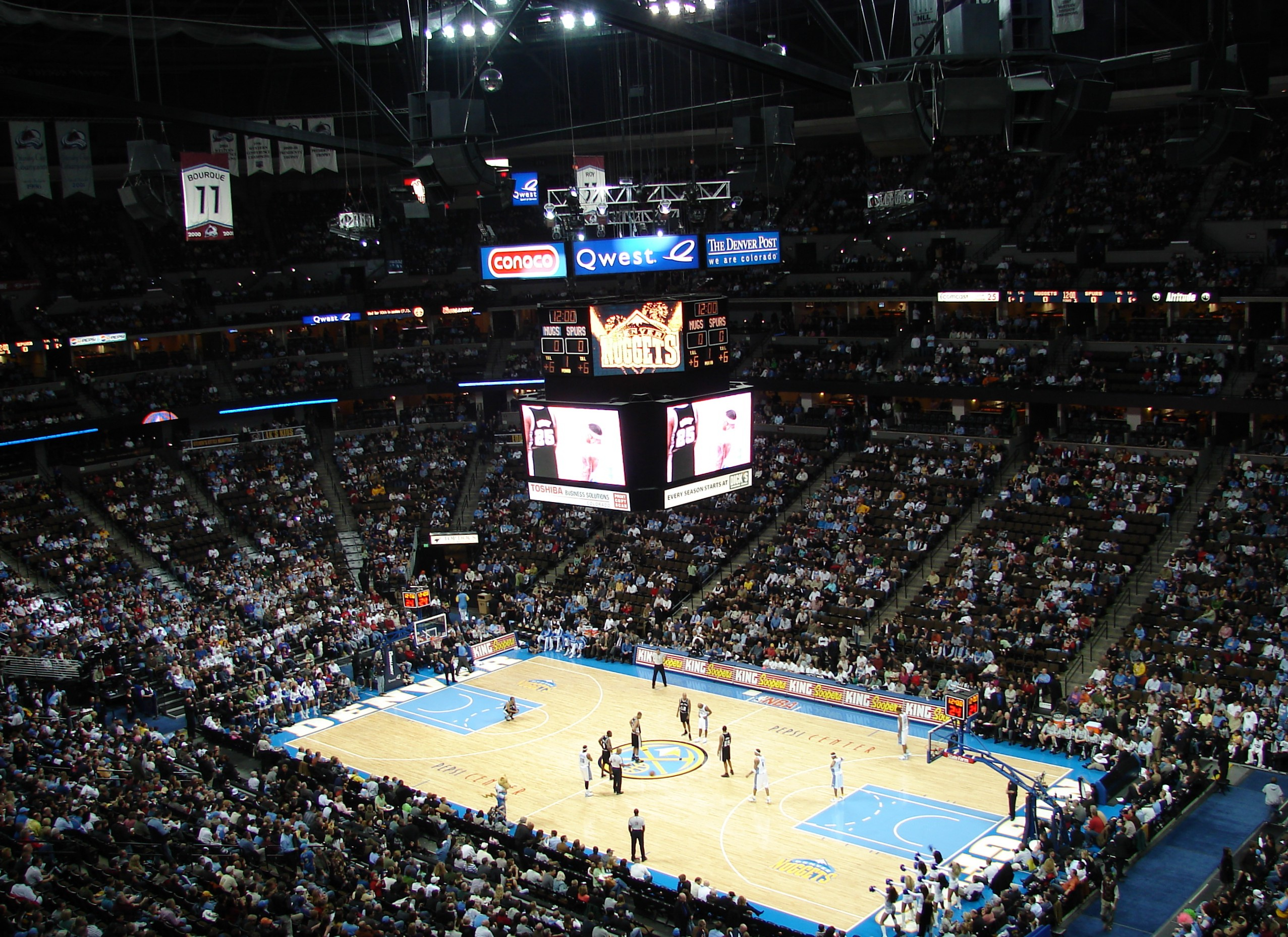
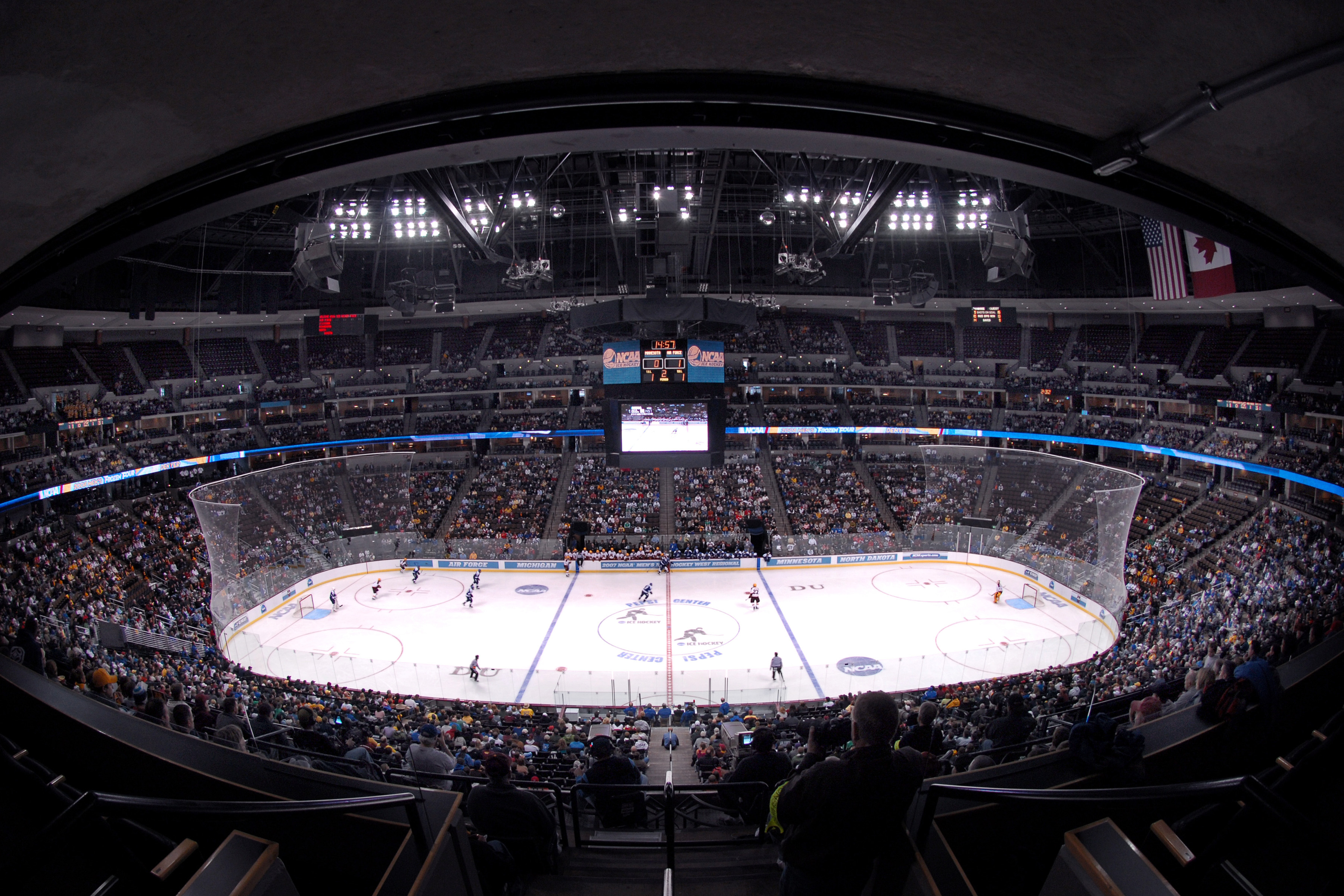
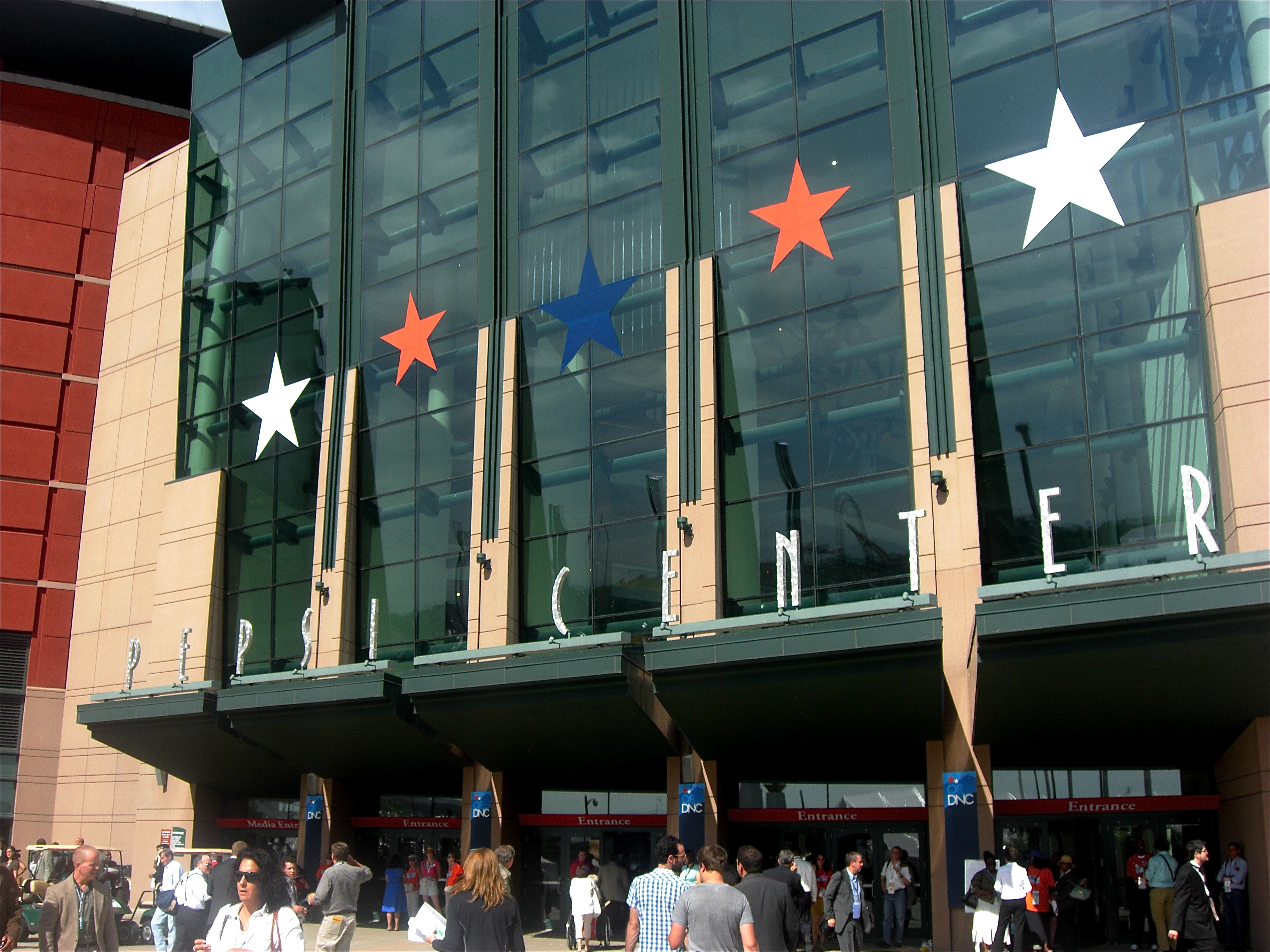